# Реаль-де-Анхелес (копальня)
Реаль-де-Анхелес (ісп. Minera Real de Ángeles, S.A. De C.V.; попередня назва: ісп. Real de Los Angeles) — найбільший у світі кар'єр з видобутку срібних руд у штаті Сакатекас, Мексика. Проектна потужність по видобутку срібла 220 тонн на рік.
Родовище відоме з XVI століття. Кар'єр відкритий у 1980-х роках. Запаси оцінені в 135,3 млн. тройських унцій срібла. Серед мінералів поширений акантит.
У 1992 році кар'єр було зачинено через зниження цін на срібло на світовому ринку. Втім, невдовзі його було відкрито знову. Навколо кар'єру виросло містечко, яке почало вимирати в зв'язку із занепадом видобування руди.